# New Richmond (Wisconsin)
New Richmond é uma cidade localizada no estado norte-americano de Wisconsin, no Condado de St. Croix.

## Demografia
Segundo o censo norte-americano de 2000, a sua população era de 6310 habitantes.
Em 2006, foi estimada uma população de 7963, um aumento de 1653 (26.2%).

## Geografia
De acordo com o United States Census Bureau tem uma área de
13,7 km², dos quais 13,2 km² cobertos por terra e 0,5 km² cobertos por água.

## Localidades na vizinhança
O diagrama seguinte representa as localidades num raio de 20 km ao redor de New Richmond.